# Mahmoud Abdel Aziz (cầu thủ bóng đá)
Mahmoud Abdel Aziz (sinh ngày 27 tháng 7 năm 1990), là một cầu thủ bóng đá người Ai Cập thi đấu ở vị trí tiền vệ cho Zamalek SC.
Vào tháng 5 năm 2018 anh có tên trong đội hình sơ loại của Ai Cập tham dự Giải vô địch bóng đá thế giới 2018 ở Nga.

## Danh hiệu

### Zamalek SC
- Cúp bóng đá Ai Cập (1): 2017–18